# 斎藤利綱
斎藤 利綱（さいとう としつな）は室町時代から戦国時代の武将・歌人。
斎藤利永の子。兄弟に斎藤妙純、斎藤利安。通称は式部大輔・伊豆守。

## 経歴
明応4年（1495年）に土岐氏の家督争いにより船田合戦が起こり、正法寺の戦いでは利安とともに古田氏討伐に向かう。翌明応5年（1496年）城田寺の戦いで墨俣に布陣している。明応7年（1498年）連歌師宗祇より古今伝授を受け、宗祇から『古今和歌集』を譲り受けた。明応8年（1499年）、宗祇を介して三条西実隆より3月20日に『古今和歌集』の写本に奥書染筆を貰う。また小笠原元長と親交深く、『弓馬故実』を伝授されている。永正年間に日吉神社（岐阜県安八郡神戸町）の三重塔を再建した。

## 人物・逸話
連歌に優れ、作品が『新撰菟玖波集』に収められている。三条西実隆の日記『実隆公記』によれば『古今和歌集』『愚問賢注』の写本の奥書染筆を請うたり、十首歌を詠ずるなど文武両道の武将であった。故実にも通じ、『家中竹馬記』の作者であり、『土岐家聞書』の作者であるとも。